# André Jean-Jacques Boissier
André Jean-Jacques Boissier war einer der fünf Generalkonsuln von Frankreich im Deutschen Reich.

## Leben
Frankreich hatte in der Zeit des Nationalsozialismus neben dem Generalkonsulat in Berlin bis 1939 weitere vier Generalkonsulate in Köln, Hamburg, Stuttgart und Dresden unterhalten. Die Funktion des Generalkonsuls von Frankreich in Dresden wurde André Jean-Jacques Boissier übertragen. Er hatte seinen Sitz in der Dresdener Altstadt, Gartenstraße 2. Mit Ausbruch des Zweiten Weltkrieges verließ André Jean-Jacques Boissier 1939 das Deutsche Reich.